# Antoon van de Ven
Antonius Christophorus (Antoon) van de Ven (Son, 17 september 1867 - Haarlem, 17 november 1934) was een Nederlandse katholieke burgemeester van de gemeente Son en Breugel.

## Achtergrond
Antonius Christophorus van de Ven werd geboren als zoon van Cornelis Martinus van de Ven, telg uit een voorname landbouwersfamilie, en Adriana van Rijssel, dochter van een herenboer die tevens gemeenteraadslid was. Antoon's grootvader van vaderszijde was herenboer en wethouder van de gemeente Son en Breugel. Het geslacht Van de Ven uit Son ontleent haar naam aan de middeleeuwse hoeve "De Venne", die gevestigd was nabij het gehucht Wolfswinkel ten noorden van Son. Het geslacht heeft sinds de middeleeuwen vele geestelijken, (lokale) bestuurders en burgemeesters voortgebracht. Ook speelde de familie een niet onbelangrijke rol in de Noordbrabantse Christelijke Boerenbond (NCB), die opgericht was om de arme katholieke Brabantse boeren te emanciperen en om door middel van organisatie voor behoorlijke landbouwopbrengsten te zorgen. Zo was Antoon's neef Cornelius Joannes Aloysius (Carel) van de Ven penningmeester van het hoofdbestuur van de NCB, daarnaast gehuwd met Jacqueline Elisabeth Adriana van Susante, dochter van sigarenfabrikant Hubertus Josephus van Susante,en waren ook andere naaste familieleden van hem actief in het bestuur.

## Loopbaan
Van de Ven was de oprichter van de Coöperatieve Stoomzuivelfabriek St.Petrus en van 18 april 1918 tot 7 november 1934 burgemeester van Son, waar hij al sinds 1900 voorzitter van de lokale afdeling van de NCB was. In 1904 werd hij lid van het hoofdbestuur van de NCB, om vervolgens in 1916 benoemd te worden tot hoofdbestuurslid en voorzitter. Daarnaast was Van de Ven president van de raad van toezicht van de Boerenleenbank (tegenwoordig de Rabobank) te Eindhoven en van de Boerenleenbank te Son. Hij was ook actief als ondervoorzitter van de Zuid-Nederlandse Zuivelbond. Tevens was hij Lid der Partijraad van de R.K. Staatspartij.
Antoon van de Ven was telg uit een vooraanstaande, zeer oude Sonse familie, en wethouder vanaf 1901. Tijdens zijn ambtsperiode groeide Son sterk, er kwamen woonwijken bij, de destructor werd gebouwd, en het Wilhelminakanaal werd geopend. Ook kwam de elektrificatie op gang. Ondanks het feit dat hij uit Son kwam, kreeg hij soms met sterke tegenstand van de bevolking te maken.
Van de Ven overleed op 67-jarige leeftijd te Haarlem, in de kliniek van dr. Peters. In Son is een straat naar hem vernoemd. Volgens het bevolkingsregister van de gemeente Son en Breugel was Van de Ven Officier in de Orde van Oranje-Nassau. Daarnaast was Antoon van de Ven door de paus geridderd in de Orde van de Heilige Gregorius de Grote. Van de Ven is begraven op het kerkhof bij de oude kerk van Son.